# Valle del Marne
Valle del Marne (94; oficialmente y en francés: Val-de-Marne) es un departamento francés situado en la región de la Isla de Francia. Toma su nombre del río Marne, que atraviesa su territorio.
Su gentilicio en idioma francés es Val-de-Marnais.

## Historia
El departamento de Val-de-Marne fue creado el 1 de enero de 1968 en aplicación de la Ley de 10 de julio de 1964, y de conformidad con el Decreto de aplicación del 25 de febrero de 1965, a partir de la zona sudeste del antiguo departamento del Sena (29 municipios) y una pequeña porción del departamento de Sena y Oise (18 municipios). 

## Geografía
Val-de-Marne forma parte de la región de Isla de Francia. Limita con los departamentos de Sena-Saint Denis, Sena y Marne, Essonne, Altos del Sena y París, todos ellos pertenecientes a esa misma región francesa.
Los departamentos de Valle del Marne, Altos del Sena y Sena-Saint-Denis conforman la llamada petite couronne de París, que es como se conoce al área metropolitana más próxima a la capital de Francia.

## Demografía
| 1801    | 1831    | 1841      | 1851      | 1856      | 1861      | 1866      |
| ------- | ------- | --------- | --------- | --------- | --------- | --------- |
| --      | --      | --        | --        | --        | --        | --        |
| 1872    | 1876    | 1881      | 1886      | 1891      | 1896      | 1901      |
| --      | 136.600 | 161.607   | 194.926   | 213.706   | 246.351   | 288.879   |
| 1906    | 1911    | 1921      | 1926      | 1931      | 1936      | 1946      |
| 330.308 | 386.073 | 462.200   | 559.870   | 657.322   | 685.295   | 672.024   |
| 1954    | 1962    | 1968      | 1975      | 1982      | 1990      | 1999      |
| 767.529 | 974.962 | 1.121.319 | 1.215.713 | 1.193.655 | 1.215.538 | 1.227.250 |

Notas a la tabla:
- El departamento se estableció el uno de enero de 1968; los datos anteriores a esa fecha se han tomado de SPLAF.

Todo el departamento forma parte de la aglomeración urbana de París. Las comunas (municipios) más pobladas son (censo de 2007):
- Créteil: 89.410 habitantes.
- Vitry-sur-Seine: 83.650 habitantes.
- Saint-Maur-des-Fossés: 75.748 habitantes.
- Champigny-sur-Marne: 74.909 habitantes.
- Ivry-sur-Seine: 55.583 habitantes.
- Maisons-Alfort: 53.085 habitantes.
- Fontenay-sous-Bois: 52.143 habitantes.
- Villejuif: 51.410 habitantes.
- Vincennes: 47.372 habitantes.
- Alfortville: 44.116 habitantes.

## Política
El Consejo General de Val-de-Marne está controlado por la izquierda, que tiene la mayoría absoluta. El presidente del Consejo General es Christian Favier, del Partido Comunista Francés, partido en el poder en este departamento desde el año 1976. Actualmente, el PCF gobierna en coalición con el Partido Socialista (PS).
Los miembros del Consejo General, llamados consejeros generales, son escogidos por un mandato de 6 años. Ahora bien, no todos los lugares celebran elecciones al mismo tiempo, sino que una mitad de los lugares las celebra en una fecha, y la otra mitad las celebra 3 años más tarde. Así, cada 3 años, se renueva parcialmente el Consejo General de Val-de-Marne.
El escrutinio se hace siguiendo el mismo sistema que rige para las elecciones legislativas: mayoritario uninominal a dos vueltas. Para poder pasar a la segunda vuelta, hay que obtener el voto del 10% de los inscritos. Un candidato podrá salir elegido consejero general desde la primera vuelta si consigue la mayoría absoluta de los votos emitidos y como mínimo el voto del 25% de los inscritos en el censo electoral.
Las principales atribuciones del Consejo General son votar el presupuesto del departamento y escoger de entre sus miembros una comisión permanente, formada por un presidente y diversos vicepresidentes, que será el ejecutivo del departamento. Actualmente, la composición política de esta asamblea es la siguiente:
- Unión por un Movimiento Popular (UMP): 22 consejeros generales
- Partido Comunista Francés (PCF): 16 consejeros generales
- Partido Socialista (PS): 8 consejeros generales
- Unión para la Democracia Francesa (UDF): 1 consejero general
- No-adscritos de izquierda: 1 consejero general
- Independientes: 1 consejero general